# 광주 구 무등산 관광호텔
광주 구 무등산 관광호텔은 광주광역시 북구 금곡동에 있는 건축물이다. 한국 전쟁 이후 관광산업 육성을 위해 중앙정부에서 설악산, 서귀포, 무등산 등 국내 명승지에 건립한 관광호텔 중 유일하게 현존하는 건축물이다. 2020년 3월 9일 대한민국의 국가등록문화재 제776호로 지정되었다.

## 지정 사유
한국 전쟁 이후 관광산업 육성을 위해 중앙정부에서 설악산, 서귀포, 무등산 등 국내 명승지에 건립한 관광호텔 중 유일하게 현존하는 건축물로 관광사적 의미가 크며, 5·18 광주 민주화 운동 당시 임시 피난처로 사용되었던 측면에서 지역의 근대사적 가치가 있다.

## 참고 자료
- 광주 구 무등산 관광호텔 - 국가유산청 국가유산포털